# Phoenix-szigetek
A Phoenix-szigetek (angol nyelven Phoenix Islands) Kiribati három nagy szigetcsoportjának egyike, a három szigetcsoport közül a középső.
Számos sziget van a szigetcsoport területén. A szigetcsoport és a körülötte levő tenger az UNESCO világörökségi listájának a része.
A szigeteket az egész országhoz hasonlóan fenyegeti a tengerszint emelkedése.

## Fordítás
- Ez a szócikk részben vagy egészben  a   Phoenix islands című angol Wikipédia-szócikk ezen változatának fordításán alapul.  Az eredeti cikk szerkesztőit annak laptörténete sorolja fel. Ez a jelzés csupán a megfogalmazás eredetét és a szerzői jogokat jelzi, nem szolgál a cikkben szereplő információk forrásmegjelöléseként.